# FDXR
FDXR (англ. Ferredoxin reductase) – білок, який кодується однойменним геном, розташованим у людей на короткому плечі 17-ї хромосоми. Довжина поліпептидного ланцюга білка становить 491 амінокислот, а молекулярна маса — 53 837.
| 10         |  | 20         |  | 30         |  | 40         |  | 50         |
| ---------- |  | ---------- |  | ---------- |  | ---------- |  | ---------- |
| MASRCWRWWG |  | WSAWPRTRLP |  | PAGSTPSFCH |  | HFSTQEKTPQ |  | ICVVGSGPAG |
| FYTAQHLLKH |  | PQAHVDIYEK |  | QPVPFGLVRF |  | GVAPDHPEVK |  | NVINTFTQTA |
| HSGRCAFWGN |  | VEVGRDVTVP |  | ELREAYHAVV |  | LSYGAEDHRA |  | LEIPGEELPG |
| VCSARAFVGW |  | YNGLPENQEL |  | EPDLSCDTAV |  | ILGQGNVALD |  | VARILLTPPE |
| HLERTDITKA |  | ALGVLRQSRV |  | KTVWLVGRRG |  | PLQVAFTIKE |  | LREMIQLPGA |
| RPILDPVDFL |  | GLQDKIKEVP |  | RPRKRLTELL |  | LRTATEKPGP |  | AEAARQASAS |
| RAWGLRFFRS |  | PQQVLPSPDG |  | RRAAGVRLAV |  | TRLEGVDEAT |  | RAVPTGDMED |
| LPCGLVLSSI |  | GYKSRPVDPS |  | VPFDSKLGVI |  | PNVEGRVMDV |  | PGLYCSGWVK |
| RGPTGVIATT |  | MTDSFLTGQM |  | LLQDLKAGLL |  | PSGPRPGYAA |  | IQALLSSRGV |
| RPVSFSDWEK |  | LDAEEVARGQ |  | GTGKPREKLV |  | DPQEMLRLLG |  | H          |

A: Аланін

C: Цистеїн

D: Аспарагінова кислота

E: Глутамінова кислота

F: Фенілаланін

G: Гліцин

H: Гістидин

I: Ізолейцин

K: Лізин

L: Лейцин

M: Метіонін

N: Аспарагін

P: Пролін

Q: Глутамін

R: Аргінін

S: Серин

T: Треонін

V: Валін

W: Триптофан

Кодований геном білок за функціями належить до оксидоредуктаз, фосфопротеїнів. 
Задіяний у таких біологічних процесах, як метаболізм ліпідів, транспорт, метаболізм холестеролу, метаболізм стероїдів, метаболізм стеролів, транспорт електронів, альтернативний сплайсинг. 
Білок має сайт для зв'язування з НАДФ, ФАД, флавопротеїном. 
Локалізований у мітохондрії.